# Adolfo Fernández Bustamante
Adolfo Fernández Bustamante (Veracruz, 27 de septiembre de 1897-Ciudad de México, 27 de septiembre de 1957) fue un guionista y director de cine mexicano.

## Filmografía parcial

### Como guionista
- El cobarde (1939)
- El baisano Jalil (1942)
- Las dos huérfanas (1944)

### Como director
- Otoño y primavera (1949)
- Paco el elegante (1952)
- Cuarto de hotel (1953)
- A los cuatro vientos (1955)
- Asesinos, S.A. (1957)